# Philippe Laudenbach
Pour les articles homonymes, voir Laudenbach.
Philippe Laudenbach, né le 31 janvier 1936 à Bourg-la-Reine, dans la Seine, et mort le 22 avril 2024 à Toulouse, en Haute-Garonne, est un acteur français.

## Biographie

### Jeunesse et études
Né le 31 janvier 1936 à Bourg-la-Reine, Philippe Laudenbach se forme au Conservatoire national supérieur d'art dramatique de Paris (promotion 1963). 

### Carrière
Philippe Laudenbach fait ses débuts sur scène dans les années 1960, travaillant à de multiples reprises avec Yves Gasc, Laurent Terzieff ou Robert Hossein.
Alain Resnais lui offre son premier rôle au cinéma en 1962 dans Muriel ou le Temps d'un retour. Il le dirigera de nouveau en 1980 dans Mon oncle d'Amérique, puis dans La vie est un roman. 
Dès les années 1980, il devient un second rôle très demandé, dirigé par François Truffaut, Claude Lelouch, Jean-Jacques Beineix, Éric Rohmer, Claude Sautet… Il est surtout connu comme l'avocat (et meurtrier) maître Clément dans Vivement dimanche ! de François Truffaut. Il interprète l'un de ses rôles les plus marquants dans Le Radeau de La Méduse d'Iradj Azimi, aux côtés de Claude Jade et Jean Yanne. Le film a été tourné entre 1987 et 1991. Des obstacles tels  que l'ouragan Hugo retarderont le tournage et donc la sortie, qui ne se fera qu’en 1998.
Il reçoit la même année une nomination au Molière du comédien dans un second rôle pour sa prestation dans Le Bonnet du fou de Luigi Pirandello.
En 2010, Xavier Beauvois lui confie le rôle de frère Célestin dans son film présenté à Cannes Des hommes et des dieux, avec Lambert Wilson. Quatre ans plus tard, il joue cette fois le père de Lambert Wilson dans Barbecue. En 2017, c'est Valérie Lemercier qui le choisit comme père dans son film Marie-Francine.
Il prête sa voix pour plusieurs pièces radiophoniques et feuilletons diffusés par France Culture comme Là-bas d'après Joris-Karl Huysmans en 2019, ainsi que pour la narration de quelques documentaires (Contre-Histoire de la France outre-mer…).

### Mort
Lors de la crise du Covid-19, il décide de mettre fin à sa carrière artistique et s'installe à Lherm pour se rapprocher de son fils Matthias qui vit en Haute-Garonne.
Le 23 avril 2024, sa famille annonce sa mort survenue la veille à l'hôpital Rangueil de Toulouse, à l'âge de 88 ans,, après avoir combattu plusieurs cancers.

### Vie privée
Philippe Laudenbach est marié à Francine Walter, comédienne et professeur d'art dramatique au théâtre La Bruyère et au théâtre de l'Atelier, membre comme lui de la troupe de Laurent Terzieff.
Neveu de Pierre Fresnay (de son vrai nom Pierre Laudenbach), il est le cousin germain de l'éditeur Roland Laudenbach.

## Théâtre
- 1963 : Rue de Richelieu de Bernard Diez, mise en scène Ange Gilles, CNSAD (Gala de la pièce en un acte)
- 1963 : L'École de dressage de Francis Beaumont et John Fletcher, mise en scène Yves Gasc, théâtre Récamier
- 1965 : Loin de la mer… loin de l'été d’Israël Eliraz, mise en scène Kyra Hoppe, Biennale de Paris au Musée d'art moderne (théâtre d'Essai)
- 1965 : Société Molière  d'après Molière, mise en scène François Florent, hôtel de l'Arcade (Paris)
- 1966 : Jeanne d'Arc, théâtre de Plaisance
- 1967 : Tartuffe de Molière, mise en scène Julien Bertheau, Festival des jeux du théâtre de Sarlat
- 1967 : Jardin français  d’Albert Husson et Julien Bertheau, mise en scène Julien Bertheau, théâtre des Célestins, Festival des jeux du théâtre de Sarlat
- 1967 : Lorenzaccio  d’Alfred de Musset mise en scène Julien Bertheau, Festival des jeux du théâtre de Sarlat
- 1967 : Volpone de Jules Romains et Stefan Zweig d'après Ben Jonson, mise en scène Julien Bertheau, Festival des jeux du théâtre de Sarlat
- 1967 : Concerto pour deux nations et une percussion  de Pierre-Robert Leclercq, Solange Legrand et Armel Marin, mise en scène Armel Marin, Concours des Jeunes Compagnies au palais de Chaillot (salle Firmin-Gémier)
- 1969 : David, la nuit tombe de Bernard Kops, mise en scène Yves Gasc, Comédie de l'Ouest
- 1970 : Le Nouveau Locataire d'Eugène Ionesco, mise en scène Pierre Peyrou, théâtre de la Gaîté-Montparnasse
- 1970 : Je rêve (mais peut-être que non) de Luigi Pirandello, mise en scène Pierre Peyrou, théâtre de la Gaîté-Montparnasse
- 1970 : Le Procès Karamazov de Diego Fabbri, mise en scène Pierre Franck, théâtre de la Michodière
- 1971 : Mon Faust de Paul Valéry, mise en scène Pierre Franck, théâtre de la Michodière
- 1972 : David, la nuit tombe de Bernard Kops, mise en scène André Barsacq, théâtre de l'Atelier
- 1973-1974 : Rubezahl, scènes de Don Juan d'Oscar Venceslas de Lubicz-Milosz, mise en scène Laurent Terzieff, Lucernaire  puis théâtre Montansier
- 1976 : Lucienne et le Boucher de Marcel Aymé, mise en scène Nicole Anouilh, théâtre Saint-Georges
- 1977 : Pauvre Assassin de Pavel Kohout, mise en scène Michel Fagadau, théâtre de la Michodière
- 1979 : La Baignoire de Victor Haïm, mise en scène Georges Vitaly, Lucernaire
- 1979-1980 : Le Pic du bossu de Sławomir Mrożek, mise en scène Laurent Terzieff, théâtre national de Chaillot puis théâtre Hébertot
- 1981 : Faut pas faire cela tout seul, David Mathel de Serge Ganzl, mise en scène Georges Vitaly, Lucernaire
- 1982 : Sherlock Holmes de William Gillette d'après Arthur Conan Doyle, mise en scène Michel Fagadau, théâtre de Boulogne-Billancourt
- 1982 :  Othon de Grandson, théâtre du Jorat (Suisse)
- 1985 : L'Indien sous Babylone de Jean-Claude Grumberg, mise en scène Marcel Bluwal, théâtre La Bruyère
- 1986 : Les Mains sales de Jean-Paul Sartre, mise en scène Pierre-Étienne Heymann
- 1990 : Les Meilleurs Amis de Hugh Whitemore, mise en scène James Roose-Evans, théâtre des Célestins
- 1990 : Comme tu me veux de Luigi Pirandello, mise en scène Maurice Attias, théâtre de la Madeleine
- 1991 : Richard II de William Shakespeare, mise en scène Yves Gasc, théâtre des Célestins puis théâtre de l'Atelier
- 1993 : Demain, une fenêtre sur rue de Jean-Claude Grumberg, mise en scène Jean-Paul Roussillon, théâtre national de la Colline
- 1994 : La Nuit du crime de Jean Serge, Robert Chazal et Robert Hossein d'après Steve Pasteur, mise en scène Robert Hossein, théâtre de Paris
- 1995 : C.3.3. de Robert Badinter, mise en scène Jorge Lavelli, théâtre national de la Colline
- 1996 : La Délibération de Pierre Belfond, mise en scène Jean-Claude Idée, théâtre Montparnasse
- 1997-1998 : Le Bonnet du fou de Luigi Pirandello, mise en scène Laurent Terzieff, théâtre de l'Athénée puis théâtre de l'Atelier
- 1998: Surtout ne coupez pas d'après Sorry, wrong number de Lucille Fletcher, mise en scène Robert Hossein, théâtre Marigny (intervention filmée)
- 1999 : Se trouver de Luigi Pirandello, mise en scène Jean-Claude Amyl, espace Cardin
- 2000 : Le Nouveau Locataire d'Eugène Ionesco, mise en scène Pierre Peyrou, théâtre de l'Alliance française
- 2000 : Les Femmes savantes de Molière, mise en scène Béatrice Agenin, théâtre 13
- 2001 : Moi, Bertolt Brecht de Bertolt Brecht, mise en scène Laurent Terzieff, théâtre de la Gaîté-Montparnasse
- 2001 : Un homme à la mer de Ghigo de Chiara, mise en scène Stéphan Meldegg, théâtre La Bruyère
- 2004 : Devinez Qui ? Dix petits nègres d'Agatha Christie, mise en scène Bernard Murat, théâtre du Palais-Royal
- 2006 : L'Escale de Paul Hengge, mise en scène Stéphan Meldegg], théâtre La Bruyère
- 2006 : Les Manuscrits du déluge de Michel Marc Bouchard, mise en scène Laurence Renn, théâtre Tristan-Bernard
- 2009 : L'Habilleur de Ronald Harwood, mise en scène Laurent Terzieff, théâtre Rive gauche
- 2009 : La Bruyère en toute liberté, « café littéraire » autour des Caractères de Jean de La Bruyère, mise en scène Francine Walter, théâtre La Bruyère
- 2012 : Volpone de Ben Jonson, mise en scène Nicolas Briançon, théâtre de la Madeleine

## Filmographie

### Cinéma
- 1962 : Muriel ou le Temps d'un retour d'Alain Resnais
- 1977 : Un tueur, un flic, ainsi soit-il de Jean-Louis van Belle
- 1980 : Mon oncle d'Amérique d'Alain Resnais
- 1982 : La Baraka de Jean Valère
- 1982 : L'Indiscrétion de Pierre Lary
- 1983 : La vie est un roman d'Alain Resnais
- 1983 : La Bête noire de Patrick Chaput
- 1983 : Vivement dimanche ! de François Truffaut
- 1984 : Viva la vie de Claude Lelouch
- 1984 : Souvenirs, Souvenirs d'Ariel Zeitoun
- 1984 : Notre histoire de Bertrand Blier
- 1984 : Rive droite, rive gauche de Philippe Labro
- 1985 : Contes clandestins de Dominique Crèvecœur
- 1985 : Passage secret de Laurent Perrin
- 1986 : Black Mic-Mac de Thomas Gilou
- 1986 : 37°2 le matin de Jean-Jacques Beineix
- 1986 : Désordre d'Olivier Assayas
- 1987 : Quatre Aventures de Reinette et Mirabelle d'Éric Rohmer
- 1987 : Travelling avant de Jean-Charles Tacchella
- 1988 : Quelques jours avec moi de Claude Sautet
- 1989 : La Salle de bain de John Lvoff
- 1990 : L'Opération Corned Beef de Jean-Marie Poiré
- 1992 : La Sentinelle de Arnaud Desplechin
- 1992 : L'Affût de Yannick Bellon
- 1993 : Drôles d'oiseaux de Peter Kassovitz
- 1994 : André Baston contre le professeur Diziak, court métrage de Laurent Ardoint, Stéphane Duprat et Florence Roux
- 1995 : Les Caprices d'un fleuve de Bernard Giraudeau
- 1995 : L'Année Juliette de Philippe Le Guay
- 1998 : le Radeau de la Méduse d'Iradj Azimi
- 1999 : Je règle mon pas sur le pas de mon père de Rémi Waterhouse
- 1999 : La vie ne me fait pas peur de Noémie Lvovsky
- 2000 : La Chambre des magiciennes de Claude Miller
- 2000 : La Bostella d'Édouard Baer
- 2001 : Dieu est grand, je suis toute petite de Pascale Bailly
- 2001 : Tanguy d'Étienne Chatiliez
- 2002 : Maléfique d'Éric Valette
- 2003 : People de Fabien Onteniente
- 2004 : Arsène Lupin de Jean-Paul Salomé
- 2004 : Le Convoyeur de Nicolas Boukhrief
- 2007 : Cortex de Nicolas Boukhrief
- 2008 : Ça se soigne ? de Laurent Chouchan
- 2008 : Bouquet final de Michel Delgado
- 2009 : Partir de Catherine Corsini
- 2010 : J'ai oublié de te dire... de Laurent Vinas-Raymond
- 2010 : Des hommes et des dieux de Xavier Beauvois
- 2010 : Les Émotifs anonymes de Jean-Pierre Améris
- 2011 : La guerre est déclarée de Valérie Donzelli
- 2012 : ALF de Jérôme Lescure
- 2012 : Comme des frères de Hugo Gélin
- 2012 : Main dans la main de Valérie Donzelli
- 2014 : Barbecue d'Éric Lavaine
- 2014 : La Rançon de la gloire de Xavier Beauvois
- 2015 : Marguerite et Julien de Valérie Donzelli
- 2015 : Premiers Crus de Jérôme Le Maire
- 2015 : Gaz de France de Benoît Forgeard
- 2016 : La Marcheuse de Naël Marandin
- 2016 : Des nouvelles de la planète Mars de Dominik Moll
- 2016 : La Loi de la jungle d'Antonin Peretjatko
- 2016 : À fond de Nicolas Benamou
- 2016 : L'Ami, François d'Assise et ses frères de Renaud Fély
- 2016 : La Jeune Fille sans mains de Sébastien Laudenbach
- 2017 : Marie-Francine de Valérie Lemercier
- 2019 : Ibiza d'Arnaud Lemort
- 2020 : De Gaulle de Gabriel Le Bomin : Philippe Pétain

### Télévision

#### Téléfilms
- 1964 : Les Hommes d'Albert Riéra : Rollin
- 1965 : La Fabrique du roi de Georges Lacombe : un officier
- 1966 : Un beau dimanche de François Villiers : un agent
- 1970 : Au théâtre ce soir : Doris de Marcel Thiébaut, mise en scène Jacques-Henri Duval, réalisation Pierre Sabbagh, théâtre Marigny : Ugo
- 1970 : Mon Faust de Daniel Georgeot : le disciple
- 1973 : Le Jardinier de Antoine-Léonard Maestrati : le responsable de la mairie
- 1973 : David, la nuit tombe d'André Barsacq : Peregrine Jones
- 1974 : Président Faust de Jean Kerchbron : le présentateur de l'émission Notre vie
- 1974 : La Dernière Carte de Marcel Cravenne : Swoboda
- 1978 : Ciné-roman de Serge Moati
- 1978 : L'Avare de Molière, réalisation Jean Pignol : maître Simon
- 1979 : Ego de Jean-Marie Marcel
- 1980 : Mont-Oriol de Serge Moati : un curiste
- 1980 : Les Dossiers de l'écran : La Faute de monsieur Bertillon d'Alain Dhénaut : le commandant Picquart
- 1982 : Malherbes, avocat du Roi d'Yves-André Hubert
- 1982 : Sherlock Holmes de Jean Hennin
- 1983 : Par ordre du Roy de Michel Mitrani
- 1984 : La Jeune Femme en vert de Lazare Iglésis
- 1984 : Un homme va être assassiné de Dolorès Grassian
- 1985 : Vive la mariée de Jean Valère
- 1985 : Entre chats et loups de François Porcile
- 1986 : Beate Klarsfeld : À la poursuite de Klaus Barbie de Michael Lindsay-Hogg
- 1987 : La Reine de la jungle de Peter Kassovitz
- 1989 : Manon Roland d'Édouard Molinaro
- 1989 : Liberté, Libertés de Jean-Dominique de La Rochefoucauld
- 1992 : La Femme abandonnée d'Édouard Molinaro
- 1992 : Urgence d'aimer de Philippe Le Guay
- 1993 : Rhésus Roméo de Philippe Le Guay
- 1993 : Une femme sans histoire d'Alain Tasma
- 1993 : La Dame de Lieudit de Philippe Monnier
- 1994 : Honorin et l'Enfant prodigue de Jean Chapot
- 1994 : Des enfants dans les arbres de Pierre Boutron
- 1995 : L'Affaire Dreyfus d'Yves Boisset
- 1997 : La Sauvageonne de Stéphane Bertin
- 1999 : La Rivale d'Alain Nahum
- 2000 : Une femme neuve de Didier Albert
- 2001 : Un pique-nique chez Osiris de Nina Companeez
- 2003 : Clémence de Pascal Chaumeil
- 2006 : Agathe contre Agathe de Thierry Binisti
- 2006 : René Bousquet ou le Grand Arrangement de Laurent Heynemann
- 2007: Les Prédateurs de Lucas Belvaux : François Mitterrand
- 2007 : L'Âge de l'amour d'Olivier Lorelle
- 2008 : Françoise Dolto, le désir de vivre de Serge Le Péron
- 2008 : Un vrai papa Noël de José Pinheiro
- 2010 : Les Châtaigniers du désert de Caroline Huppert : le pasteur Poujol
- 2012 : Le Fil d'Ariane de Marion Laine
- 2012 : Climats : Les Orages de la passion de Caroline Huppert
- 2014 : La Clinique du docteur Blanche de Sarah Lévy : le docteur Esprit Blanche
- 2014 : Pilules bleues de Jean-Philippe Amar
- 2018 : Un mensonge oublié d'Éric Duret

#### Séries télévisées
- 1961 : Le Temps des copains de Robert Guez : Philippe Masoni
- 1973 : L'Éducation sentimentale de Marcel Cravenne
- 1975 : Marie-Antoinette de Guy Lefranc
- 1976 : Adios d'André Michel : l'abbé Cahuzac
- 1977 : Les Samedis de l'histoire : Rossel et la Commune de Paris de Serge Moati : Frankel
- 1977 : Messieurs les jurés : L'Affaire Lieutort d'André Michel
- 1979 : Fantômas, épisode Le Mort qui tue de Juan Luis Buñuel : M. Thomery
- 1980 : La Fortune des Rougon
- 1981 : Les Fils de la liberté
- 1982 : Commissaire Moulin (1 épisode)
- 1983 : Quelques hommes de bonne volonté de François Villiers
- 1986 : Maguy (1 épisode)
- 1986 : La Guerre des femmes de Pierre Bureau
- 1986 : Julien Fontanes, magistrat (1 épisode)
- 1988 : La Chaîne de Claude Faraldo
- 1988 : La Belle Anglaise de Jacques Besnard
- 1989 : La Grande Cabriole de Nina Companeez
- 1989 : Imogène (1 épisode)
- 1990 : Héritage oblige : M. Rozier
- 1991 : Les Hordes de Jean-Claude Missiaen
- 1991 : Le Gorille (1 épisode)
- 1993 : Antoine Rives (1 épisode)
- 1993 : Nestor Burma (série télévisée), épisode Micmac moche au boul'mich (2.4) : le professeur Levasseur
- 1994 : Jalna de Philippe Monnier
- 1999 : Le Boiteux (1 épisode)
- 1999 : La Crim' (1 épisode)
- 2004 : Avocats et Associés (1 épisode)
- 2005 : PJ (épisode Recel)
- 2005 : Joséphine, ange gardien (1 épisode)
- 2006 : L'État de Grace de Pascal Chaumeil
- 2007 : Chez Maupassant : L'Héritage de Laurent Heynemann
- 2007 : Le Réveillon des bonnes de Michel Hassan
- 2009 : Les Bleus : Premiers pas dans la police  (1 épisode)
- 2009 : L'Affaire Salengro d'Yves Boisset
- 2010 : Contes et nouvelles du XIXe siècle : Le Fauteuil hanté de Claude Chabrol
- 2010 : Famille d'accueil (1 épisode)
- 2011 : Les Virtuoses (1 épisode)
- 2011 : Braquo (saison 2)
- 2011 : Louis la Brocante (1 épisode)
- 2012 : Injustices (1 épisode)
- 2012 : Inquisitio de Nicolas Cuche
- 2013 : Détectives (1 épisode)
- 2015 : Section de recherches, épisode La Règle du jeu (9.10) : Pierre Martel
- 2016 : Candice Renoir (1 épisode)
- 2016 : Origines (1 épisode)
- 2018 : Scènes de ménages : Aventures sous les Tropiques
- 2018 : Ad Vitam de Thomas Cailley

## Doublage

### Films
- Ian Holm dans :
  - La Folie du roi George (1994) : le docteur Willis
  - Une vie moins ordinaire (1997) : Naville

- Michael Gambon dans : 
  - Le Discours d'un roi (2010) : George V
  - Kingsman : Le Cercle d'or (2017) : Arthur

- 1993 : La Jeune Fille et la Mort :  Roberto Miranda (Ben Kingsley)
- 1994 : Super Noël : Dr Pete Novos (Steve Vinovich)
- 1996 : Sleepers : King Benny (Vittorio Gassman)
- 2000 : Vatel : prince de Condé (Julian Glover)
- 2003 : Dogville : Jack McKay (Ben Gazzara)
- 2011 : La Dame de fer : Denis Thatcher (Jim Broadbent)
- 2014 : Grace de Monaco : le comte Fernando D'Aillieres (Derek Jacobi)
- 2016 : Fais de beaux rêves : le père Baloo (Roberto De Francesco)
- 2018 : Les Heures sombres : Neville Chamberlain (Ronald Pickup)
- 2019 : Adults in the Room : ? (?)

### Films d'animation
- 2015 : Les Minions : le narrateur[n 1]

## Distinctions

### Décoration
- Chevalier de l'ordre national du Mérite (décret du 11 novembre 2010)[6]

### Nomination
- Molières 1998 : Molière du comédien dans un second rôle pour Le Bonnet du fou